# 佐々木啓一
佐々木 啓一（ささき けいいち、1956年9月-）は、日本の歯学者、歯科医師。東北大学大学院歯学研究科教授（口腔システム補綴学分野）。日本補綴歯科学会前理事長。義歯、インプラントについての研究で知られる。

## 来歴
- 1981年 東北大学歯学部卒業
- 1985年 東北大学大学院歯学研究科修了 歯学博士 学位論文は「開口反射機構における口腔粘膜受容器に関する研究」[5]。
- 2000年 東北大学歯学部歯科補綴学第二講座教授 [2]

## 所属学会
- 日本歯科医学会常任理事(2009/4/1-2011/3/31)[6]
- 日本補綴歯科学会前理事長(2009-2011)
- 日本顎口腔機能学会常任理事[7]
- 日本老年歯科医学会評議員[8]
- 日本顎顔面補綴学会理事[9]
- 日本頭蓋下顎障害学会理事(2000-2002)[3]
- 日本口腔顔面痛学会理事長[10]
- Japan Academy of Orofacial Pain会長(2004-2006)[3]
- Asian Academy of Craniomandibular Disorders理事(2002-2006)[3]